# Tayong Dalawa
Tayong Dalawa é uma telenovela filipina exibida pela ABS-CBN em 2009, estrelado por Kim Chiu, Gerald Anderson e Jake Cuenca. 

## Elenco

### Elenco principal
- Jake Cuenca como Lt. David "Dave" M. Garcia, Jr.
- Gerald Anderson como Lt. David "JR" D. Garcia, Jr.
- Kim Chiu como Audrey King-Garcia

### Coadjuvantes
- Helen Gamboa como Elizabeth "Mamita" Martinez
- Gina Pareño como Rita "Lola Gets" Dionisio
- Coco Martin como Ramon D. Lecumberri
- Cherry Pie Picache como Marlene Dionisio-Garcia
- Agot Isidro como Ingrid Martinez-Garcia / Ingrid Martinez-Cardenas
- Jodi Sta. Maria como Angela Dominguez
- Alessandra de Rossi como Greta Romano
- Anita Linda como Lilian "Lily" King
- Jiro Manio como Stanley "Stan" King, Jr.
- Spanky Manikan como Stanley King, Sr.
- Miguel Faustmann como Col. David Garcia, Sr.
- Mylene Dizon como Loreta King
- Baron Geisler como Leo Cardenas

## Exibição internacional
| País      | Rede/Emissora | Estréia               | Título        |
| --------- | ------------- | --------------------- | ------------- |
| Filipinas | ABS-CBN       | 19 de janeiro de 2009 | Tayong Dalawa |
| Malásia   | Astro Prima   | 6 de abril de 2010    | The Two of Us |
| Singapura | Channel 5     | 31 de agosto de 2010  | The Two of Us |